# 孫欽晃
孫欽晃，字子实，号友梅，河南荥阳人，孙树之子，清朝政治人物、進士出身。
同治元年（1862年），鄉試中舉。同治七年（1868年），登進士，授刑部主事，歷升刑部員外郎、郎中。累升任慶遠府知府。光緒二十三年，擔任桂林府知府。光緒二十九年，因舉報其貪污受賄，被革職。此案多處存疑，但始終沒有平反或後續。